# Argali
O argali ou carneiro-da-montanha (Ovis ammon) é uma das ovelhas selvagens mais ameaçadas de extinção, e vagueiam pelas terras altas da Ásia Central (Himalaia, Tibete, Altai). É a maior ovelha selvagem, possui altura de 120 cm e pesa 140 kg. O argali de Pamir  (de vez em quando chamado de ovelha de Marco Polo, porque foi primeiramente descrito pelo comerciante) pode alcançar mais de 183 centímetros no comprimento.
A coloração varia para cada animal, de um amarelo claro para um cinza marrom-escuro. A face é mais clara. Os machos possuem um pescoço esbranquiçado, uma crina dorsal, dois grandes chifres em forma espiral, alguns medindo 190 centímetros em comprimento. Machos usam os chifres para competir um com o outro. As fêmeas também possuem chifres, mas muito menores.
Os argalis vivem em rebanhos entre dois e cem animais, segregados por sexo, a não ser durante a estação do acasalamento. Já foram relatados rebanhos migratórios, especialmente de machos. Com pernas longas, os rebanhos podem viajar rapidamente de lugar a lugar. Os argalis também tendem a viver à grandes altitudes no verão.
Os argalis são considerados em perigo ou ameaçados de extinção em sua totalidade, devido à perda do habitat para o pastoreio de ovelhas domésticas e pela caça. São caçados pela sua carne e pelos seus chifres, usados na medicina chinesa tradicional. A caça legal por trófeus adicionou-se também às causas da mortalidade.
Subespécies tradicionais:
- Ovis ammon ammon
- Ovis ammon collium
- Ovis ammon hodgsonii
- Ovis ammon karelini
- Ovis ammon polii, Carneiro de Marco Polo
- Ovis ammon darwini
- Ovis ammon severtzovi
- Ovis ammon jubata
- Ovis ammon nigrimontana

## Carneiro-de-marco-Polo
O carneiro-de-marco-Polo (Ovis ammon polii) é uma subespécie do Argali, ele leva seu nome devido ao explorador Marco Polo. Ele é particularmente conhecido pelos seus longos chifres. O maior chifre já encontrado em um ovino foi encontrado num carneiro de Marco Polo e media 191 cm.
Ele está em perigo de extinção, com somente 6,000 espécimes. É somente encontrado nas montanhas do Pamir na região fornteiriça entre a China, Afeganistão, Paquistão e Tadjiquistão. Algumas das áreas protegidas onde a espécie ocorre, incluem o Parque Nacional de Khunjerab e o Parque Nacional do Karakoram Central no norte do Paquistão e a Reserva Natural de Taxkongau no sudoeste da China. A Sociedade de Conservação da Vida Selvagem está tentando organizar uma área protegida para os carneiros de aproximadamente 50.000 quilômetros quadrados, incluindo as quatro fronteiras.